# Tambaksari (Kedungreja)
Tambaksari is een bestuurslaag in het regentschap Cilacap van de provincie Midden-Java, Indonesië. Tambaksari telt 8993 inwoners (volkstelling 2010).